# 部落与弯刀
《部落与弯刀》是由汉家松鼠工作室开发、心动网络发行的一款开放世界动作角色扮演游戏。于2020年1月3日在Steam平台提供抢先体验版本，2021年12月16日正式发行。游戏的iOS和Android版本于2022年6月16日分别在App Store与TapTap上架销售。